# Santotomasia
Santotomasia là một chi thực vật có hoa trong họ Lan.